# Graham B. Purcell
Graham Boynton Purcell Jr., född 5 maj 1919 i Archer City i Texas, död 11 juni 2011 i Wichita Falls i Texas, var en amerikansk politiker (demokrat). Han var ledamot av USA:s representanthus 1962–1973.
Purcell tjänstgjorde i USA:s armé i andra världskriget.
År 1962 fyllnadsvaldes Purcell till representanthuset. Han efterträddes 1973 av Robert Price.